# امیکام
امیکام (به لاتین: Amikam) یک منطقهٔ مسکونی در اسرائیل است که در استان حیفا واقع شده‌است.

## خصوصیات
امیکام ۶۷۵ نفر جمعیت دارد.